# Friedrich Wilhelm Bautz
Friedrich Wilhelm Bautz (* 20. Dezember 1906 in Brambauer, jetzt Lünen; † 19. August 1979 in Dortmund) war ein deutscher evangelischer Theologe und Schriftsteller.

## Leben
Friedrich Wilhelm Bautz studierte Theologie in Münster, Bethel (Bielefeld), Berlin und Tübingen. Er war ab Februar 1939 Seelsorger im Franz Arndt-Haus, einem Kriegsinvalidenheim in Volmarstein, und später Pfarrer in Kriescht sowie in Annarode. Von 1954 bis 1958 arbeitete er bei der Neukirchener Verlagsgesellschaft als Verlagslektor und gleichzeitig als Pfarrvertreter an der Gemeinde der Dorfkirche Stiepel. Zudem arbeitete an einem biographischen Handbuch mit dem Arbeitstitel Ihm zu dienen – welch ein Stand mit 3000 Kurzbiographien evangelischer Pfarrer. Im Jahr 1959 übernahm er eine Krankheitsvertretung in Witten-Heven. In der Stadt- und Landesbibliothek Dortmund sowie in der Universitäts- und Landesbibliothek Münster arbeitete Bautz am Biographisch-Bibliographischen Kirchenlexikon (BBKL), einem Nachschlagewerk, als dessen Begründer er gilt.

## Familie
Mit der Klavierlehrerin Else Bautz, geb. Schlimm, die er 1939 heiratete, hatte er drei Kinder, eine Tochter und zwei Söhne, von denen Traugott Bautz (1945–2020) das Biographisch-Bibliographische Kirchenlexikon weiterführte.

## Schriften (Auswahl)

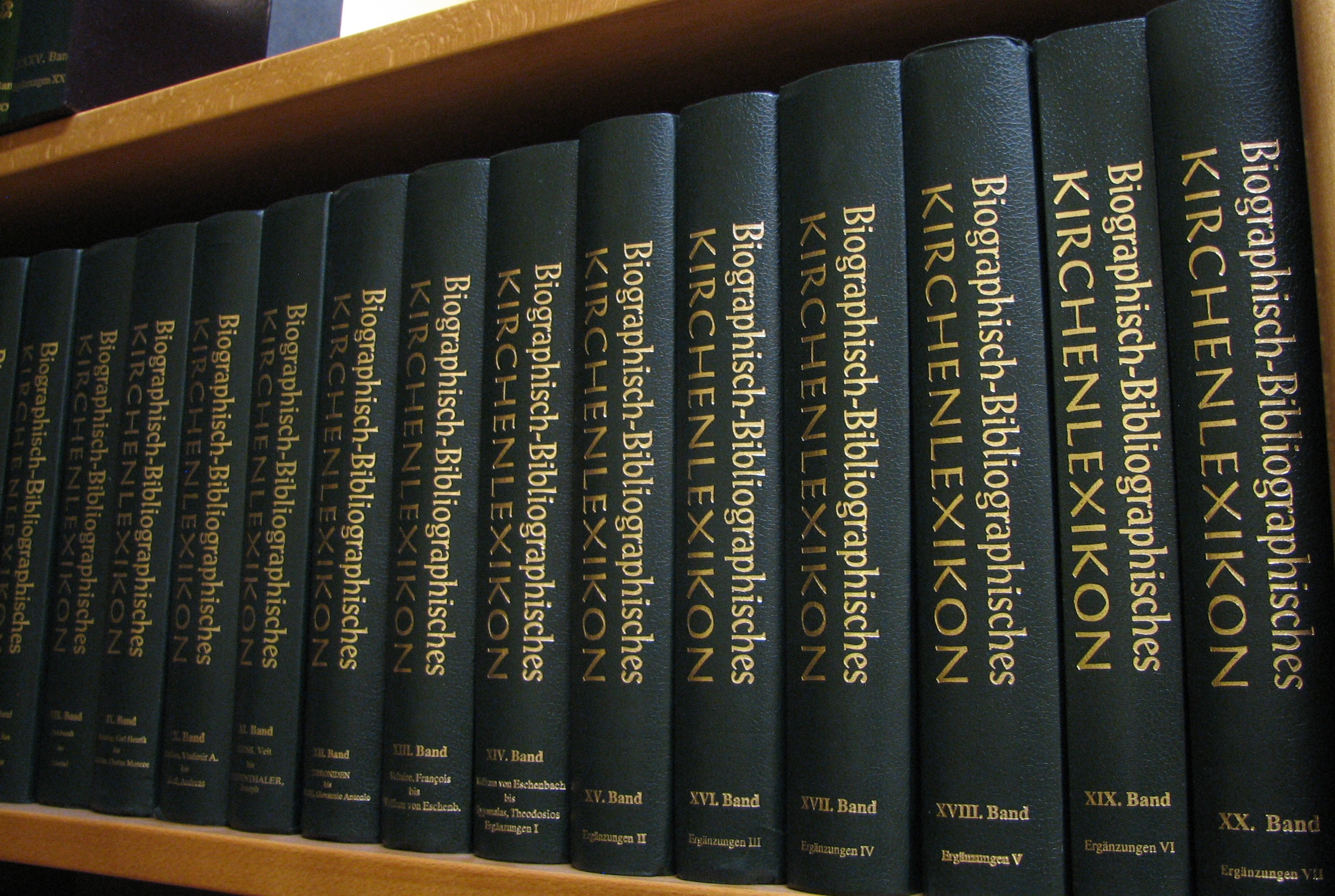
Bautz, Begründer des BBKL

- Meine Seele ist stille zu Gott. Witten 1936, OCLC 71985261.
- Er weiß dein Leid und heimlich Grämen. Trostbüchlein. Konstanz 1939, OCLC 71985252.
- Dein Weggenosse – Ein Kurzandachtsbuch für das Jahr 1949. Konstanz 1948, OCLC 312471709.
- Wir haben einen Gott, der da hilft. Feierstunde in der Gemeinde zum Jahresschluß. Witten 1948, OCLC 73243692.
- Siegend schreitet Jesus über Land und Meer (= Glaubenshelden und Gottesstreiter. Band 1). Konstanz 1949, OCLC 458669323.
- Es kostet viel, ein Christ zu sein (= Glaubenshelden und Gottesstreiter. Band 2). Konstanz 1949, OCLC 312471529.
- Verheißungslicht und Erfüllungsfreude. Eine Weihnachtsfeierstunde in der Sonntagsschule. Was brachte uns die Weihnacht? Eine Weihnachtsfeierstunde in der Gemeinde. Gestaltung der Feier und Auswahl der Texte (= Evangeliums-Gedichte. Heft 29/30). Witten 1948, OCLC 73243687.
- Die Neuapostolischen. Eine Darstellung ihrer Geschichte, Lehre und Verfassung und ihre Beurteilung im Lichte der Bibel (= Kelle und Schwert. Heft 81). Witten 1949, OCLC 613878716.
- Ein Christ kann ohne Kreuz nicht sein (= Kreuzträger unter den Liederdichtern. Band 3). Baden-Baden 1952, OCLC 632545745.
- Von Gott will ich nicht lassen! (= Kreuzträger unter den Liederdichtern. Band 2). Baden-Baden 1952, OCLC 632545769.
- Worte für die Stille. Witten 1952, OCLC 73243697.
- Festliche Stunden im Frühling. Ich singe mit, wenn alles singt. Eine Frühlingsfeier für die Sonntagsschule und den Jugendkreis. Gedicht für das Fest der Himmelfahrt. Vorlese- und Vortragsstoff für den Muttertag (= Evangeliums-Gedichte. Heft 38/39). Witten 1953, OCLC 1071279995.
- Irrlehren im Lichte der heiligen Schrift. Bielefeld 1954, OCLC 1068337360.
- Die Christliche Wissenschaft (= Kelle und Schwert. Heft 83). Witten 1954, OCLC 73243694.
- Jesus ist kommen, Grund ewiger Freude. Eine Weihnachtsfeier in der Sonntagschule (= Evangeliums-Gedichte. Heft 33). Witten 1954, OCLC 73476592.
- Anthroposophie und Christengemeinschaft (= Kelle und Schwert. Heft 88). Witten 1954, OCLC 73227199.
- Die Adventisten vom Siebenten Tage. Eine Darstellung ihrer Geschichte und Lehre und ihre Beurteilung im Lichte der Bibel (= Kelle und Schwert. Heft 82). Witten 1955, OCLC 1070938622.
- Erntedank. Feierstunde in der Gemeinde zum Erntedankfest (= Evangeliums-Gedichte. Heft 32/32a). Witten 1954, OCLC 73476592.
- Verderbliche Irrlehren (= Kelle und Schwert. Heft 15). Witten 1955, OCLC 1072750376.
- Die Weihnachtsgeschichte in Wort und Lied. Eine Weihnachtsfeierstunde in der Sonntagsschule (= Evangeliums-Gedichte. Heft 48/49). Witten 1956, OCLC 73243690.
- Verderbliche Irrlehren. Worte der Aufklärung und Abwehr (= Kelle und Schwert. Heft 15). Witten 1956, OCLC 73243679.
- Er füllt leere Hände. Tägliche Andachten. Neukirchen-Vluyn 1965, OCLC 917426021.
- In Gottes Schule. Ein Buch der Hilfe und des Trostes. Stuttgart 1965, OCLC 73243684.
- In keinem andern ist das Heil. Eine Christusverkündigung aus alter und neuer Zeit. Gladbeck 1966, OCLC 6954953.
- Das Wort vom Kreuz: Evangelische und katholische Theologen verkünden Christus, den Gekreuzigten. Einsiedeln/Zürich/Köln 1967, OCLC 73929176.
  - La parola della croce: teologi evangelici e cattolici annunciano Cristo il crocifisso (= Spiritualità del nostro tempo). Assisi 1969, OCLC 72394994.
- Für dich – Für heute. Ein Wort der Heiligen Schrift als Geleit für den Tag. 3. Auflage. Pustet, Regensburg 1974, ISBN 3-7722-0083-4.
- Die Mormonen. Worte der Aufklärung und Abwehr. Gladbeck 1976, ISBN 3-7958-0028-5.
- Adventisten. Worte der Aufklärung und Abwehr. 2. Auflage. Schriftenmissions-Verlag, Gladbeck 1976, ISBN 3-7958-0087-0.
- Die Christengemeinschaft, einschließlich Anthroposophie. Worte der Aufklärung und Abwehr. Gladbeck 1976, ISBN 3-7958-0018-8.
- Die „Christliche Wissenschaft“. Worte der Aufklärung und Abwehr. Gladbeck 1976, ISBN 3-7958-0008-0.
- Die Pfingstbewegung. Worte der Aufklärung und Abwehr. Gladbeck 1976, ISBN 3-7958-0038-2.
- Die „Zeugen Jehovas“. Worte der Aufklärung und Abwehr. 3. Auflage. Schriftenmissions-Verlag, Gladbeck 1976, ISBN 3-7958-0097-8.